# Салинас-Грандес
Сали́нас-Гра́ндес (исп. Salinas Grandes) — обширный солончак на северо-западе Аргентины. Расположен в тектонической впадине на высоте 170 м между хребтами Сьерра-Пампы — Сьерра-де-Анкасти и Сьерра-де-Кордова.
Площадь района составляет 6000 км². Общая длина — более 250 км, ширина — 100 км. Представляет собою дно высохшего озера. На территории имеются залежи соды и поташа. Через Салинас-Грандес проложена железная дорога Тукуман — Кордова, а также шоссе.